# Rudolf Černý (spisovatel)
Rudolf Černý (12. prosince 1920 Praha – 4. února 1982 Přerov nad Labem) byl dělník, havíř a spisovatel.

## Život
Vyrostl v pražské dělnické rodině, vyučil se kloboučníkem. Podle vlastních slov byl od května 1945 několik měsíců členem Revolučních gard, poté nastoupil vojenskou prezenční službu, po jejím ukončení v roce 1946 střídal různé profese. V roce 1955 se přihlásil na celostátní výzvu a stal se havířem na Kladně. Po vážných úrazech musel zaměstnání roku 1958 opustit a krátkou dobu pobíral invalidní důchod, od roku 1960 se živil jako novinář a spisovatel. V roce 1969 nastoupil jako scenárista Československého státního filmu, na Barrandově pracoval až do roku 1973. V tomto období nebyly realizovány žádné scénáře a není jasné, zdali nějaké předložil. Podle jeho námětu byly natočeny filmy Bitva o Hedviku (1970) a Zbraně pro Prahu (1974, novela Pancéřový vlak), jako dramaturg se podílel na dalším dobově tendenčním filmu Člověk není sám (1971).